# Bennington College
Il Bennington College è un college privato di arti liberali situato a Bennington, nel Vermont (Stati Uniti d'America).

## Storia
Sebbene sia stato pianificato nel 1923, il Bennington College venne fondato solo nove anni più tardi da Vincent Ravi Booth, Mr. and Mrs. Hall Park McCullough e William Heard Kilpatrick. Inizialmente, esso era un istituto esclusivamente femminile ma, nel 1935, furono ammessi per la prima volta gli uomini, che studiavano nei corsi di recitazione. Nel 1969, il Bennington College divenne un istituto dedicato sia a uomini che a donne in qualsiasi facoltà.